# أحمد كمال قادر
أحمد كمال قادر هو عسكري وسياسي عراقي، ولد في السليمانية سنة 1914.
شغل مناصب وزارية عامي 1966 و1967، حيث شغل منصب وزير الدولة لشؤون إعمار شمالي العراق في وزارة ناجي طالب ثم وزير دولة في وزارة عبد الرحمن عارف. وفي 28 حزيران 1967، استحدثت وزارة شؤون الشمال.